# Johann Georg Unruhe

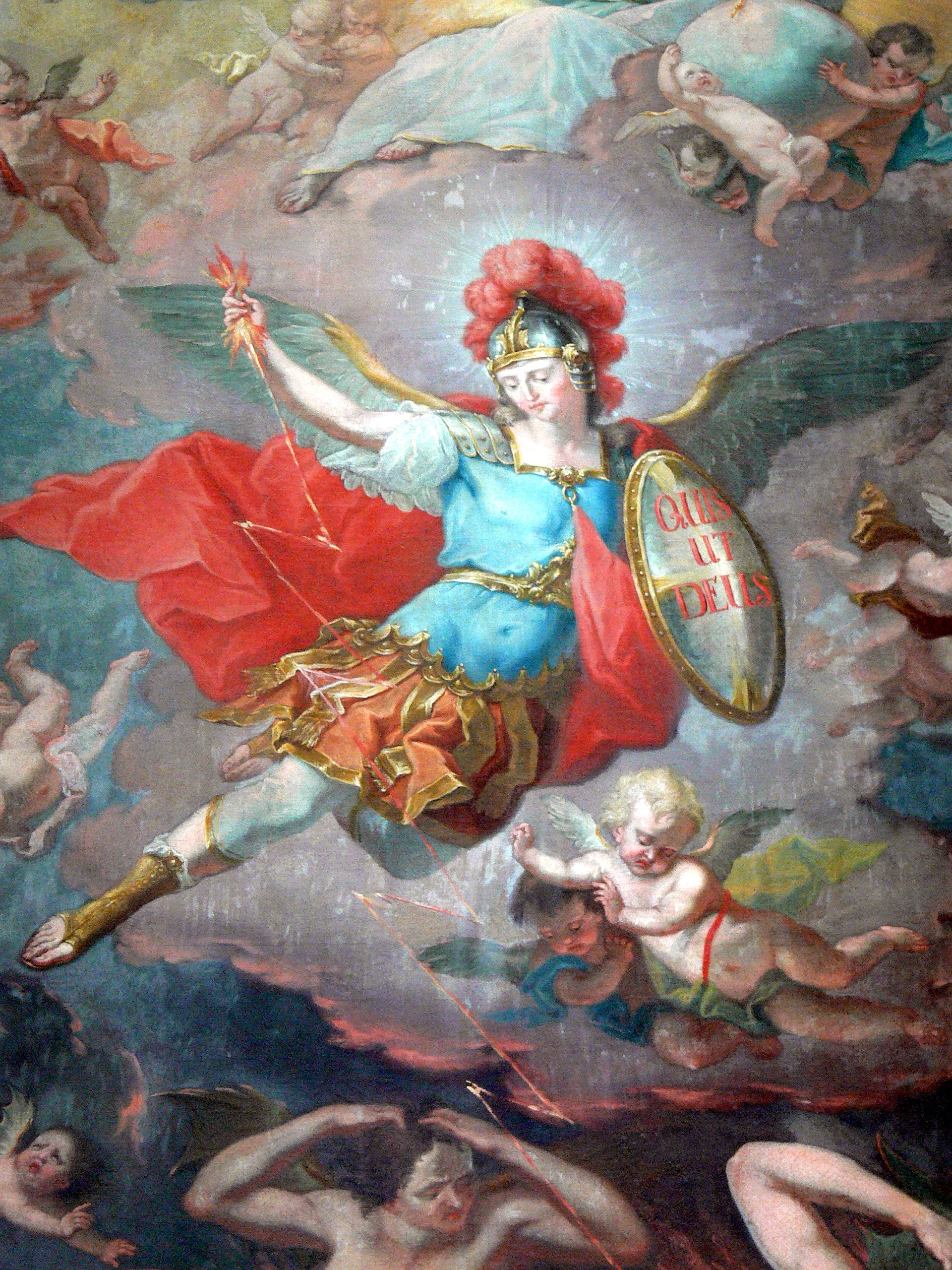
Heiliger Michael (1793) vom Hochaltar der Pfarrkirche St. Michael in Untergriesbach (Niederbayern)

Johann Georg Unruhe, auch Unruh oder Unrueh (* 14./15. April 1724 in Passau; † 3. Oktober 1801 ebenda) war ein deutscher Kirchenmaler.

## Leben
Unruhe wurde als siebtes Kind des Fürstlich-Passauischen Kastenwirts Franz Unruh und dessen Ehefrau Maria Katharina 1724 in Passau geboren. Er war Schüler des Kirchenmalers Franz Lichtenreiter. Nach seiner Lehrzeit ging er als Geselle nach Brixen, wo er 1748/49 als Gehilfe von Paul Troger bei der Schaffung des Deckenfreskos im Brixner Dom mitwirkte.
Nach seiner Rückkehr nach Passau fertigte Unruhe im niederbayerischen Raum und im Innviertel zahlreiche Altarbilder und Deckenfresken an. Zu seinen bekanntesten zählen die Altarbilder in den Kirchen von Breitenberg, Dommelstadl, Hutthurm, Reichersberg und Suben sowie das Deckenfresko der Neuen Residenz in Passau.
Am 21. Januar 1784 wurde er zum Ratsherrn der Stadt Passau ernannt.

## Werke
- Hochaltarbild und zwei Seitenaltarbilder in der Pfarrkirche Breitenberg